# LKM Ns1
Ns1 – wąskotorowa przemysłowa lokomotywa spalinowa, produkowana przez wschodnioniemieckie zakłady Lokomotivbau Karl Marx (LKM) w Babelsbergu, eksploatowana także w Polsce. Budowana w wersjach na tor szerokości 485–600 mm.

## Produkcja
Lokomotywa Ns1 powstała w odpowiedzi na zapotrzebowanie gospodarki odbudowujących się ze zniszczeń wojennych wschodnich Niemiec na małe lokomotywy budowlane i przemysłowe. Lokomotywy tego rodzaju były wykorzystywane zwłaszcza do tymczasowych kolejek wożących gruz przy odgruzowywaniu miast lub materiały budowlane. Konstrukcja została opracowana przez nie zajmujące się wcześniej budową taboru kolejowego zakłady Sanar Armaturen- und Apparatebau VEB w Halle/Saale w 1950 roku. Lokomotywa otrzymała oznaczenie DL 1 (DE 1) i była wzorowana częściowo na używanych w NRD zachodnioniemieckich lokomotywach Jung typu EL105. Do 1951 roku zbudowano ich ok. 50, po czym produkcję przeniesiono do kombinatu Lokomotivbau Karl Marx (LKM) w Babelsbergu pod Berlinem. Tam rozpoczęto produkcję nieznacznie ulepszonych lokomotyw pod oznaczeniem Ns1 (Normal-Typ Schmalspur – znormalizowana lokomotywa wąskotorowa). Do zakończenia produkcji w 1960 roku zbudowano ich tam 806.
Lokomotywy budowano na tory o szerokości 500–600 mm, jedynie pojedyncze egzemplarze na zamówienie kopalni węgla brunatnego Röblingen zbudowano na tor szerokości 485 mm. Od początku planowano zastosowanie silnika o mocy 15 KM, lecz z uwagi na trudności przemysłu, zastosowano jednocylindrowy silnik wysokoprężny o mocy 10 KM produkcji VEB Elbe-Werk Rosslau. Podczas napraw użytkownicy czasami wymieniali silniki na różne inne jednostki, m.in. dwucylindrowe o mocy 17 KM, czterocylindrowe o mocy 26 KM i dwucylindrowe o mocy aż 35 KM (wszystkie z wymienionych – chłodzone powietrzem). Lokomotywa standardowo nie miała kabiny, a jedynie stanowisko maszynisty z ławką na tylnej ścianie, lecz użytkownicy wyposażali je w kabiny.
Ulepszoną odmianą była Ns1a, produkowana w latach 1956–1957 w ilości 20 sztuk, z silnikiem o mocy 15 KM, przekonstruowanym przedziałem silnikowym i kabiną i masą służbową 3 tony. W latach 1958–1960 produkowano wersję Ns1b z takim samym silnikiem, wyposażoną ponadto w instalację elektryczną i elektryczny rozrusznik. Wewnątrz ramy umieszczono w niej skrzynie na akumulatory.

## Służba
Lokomotywy typu Ns1 licznie wykorzystywano na kolejach budowlanych i przemysłowych NRD. Obecnie kilkadziesiąt jest zachowanych w muzeach, kolekcjach lub na zabytkowych kolejach.
W latach 1952–1958 70 lokomotyw typu Ns1 i 2 typu Ns1b wyeksportowano za pośrednictwem Centrali Handlu Zagranicznego Metalexport do Polski, gdzie pracowały w przedsiębiorstwach budowlanych, przemyśle i górnictwie. W ich naprawie specjalizowały się zakłady ZREMB w Gliwicach, a następnie ZNTK w Nowym Sączu; remontów ich zaprzestano na początku lat 70. z uwagi na trudności z częściami zamiennymi, zwłaszcza do silników. Większość lokomotyw wycofano do tamtej pory z eksploatacji i zastąpiono krajowym sprzętem, jak GLs30, część dostosowywano do innych silników. Stosowano m.in. silniki S-320 o mocy 18 KM produkcji WSK Andrychów oraz silnik o mocy 35 KM z ciągnika Ursus C-330.
W Polsce zachowały się trzy lokomotywy typu Ns1, częściowo przebudowane (z nieoryginalnymi silnikami): w Zakładzie Uzdatniania Wody Bielany w Krakowie, Zakładzie Torfowym w Podczerwonym oraz Cegielni Cienia w Opatówku. Istnieje także samo podwozie lokomotywy, w skansenie w Wenecji koło Żnina.
Lokomotywy Ns1 eksportowano w niewielkich ilościach także do Finlandii i Korei Północnej.

## Opis
Ostoja lokomotywy ma konstrukcję spawaną z blach stalowych i kształtowników. Do czołownic ostoi przykręcone są żeliwne płyty sprzęgowe, o zaokrąglonym czole, z dwoma gniazdami do zaczepienia łańcuchów sprzęgowych. Dodatkowy balast z czterech płyt żeliwnych może być demontowany podczas eksploatacji na słabej nawierzchni. Maźnice osi przykręcone są do ostoi, z możliwością regulacji ich położenia w celu kompensowania rozciągnięcia się łańcuchów. Sprężynowanie składa się z czterech resorów piórowych umieszczonych wewnątrz ostoi. Osie lokomotywy, z kołami o średnicy 380 mm, napędzane są łańcuchami tulejowo-rolkowymi Galla. Napęd przenoszony jest na drugą oś, która jest połączona łańcuchem z pierwszą osią. Hamulec jest ręczny, dźwigniowy.
Napęd lokomotywy w wersji Ns1 oryginalnie stanowił jednocylindrowy czterosuwowy chłodzony cieczą silnik wysokoprężny 1 NVD 14 SRW o pojemności skokowej 1110 cm³, średnicy cylindra 100 mm, skoku tłoka 140 mm, rozwijający moc 10 KM przy maksymalnej prędkości obrotowej 1500 obr./min. Silnik przykręcony jest w przedniej części ramy, obudowany maską ze zdejmowanymi klapami po bokach. W lokomotywach bez instalacji elektrycznej silnik był uruchamiany korbą rozruchową. Przed silnikiem umieszczona była chłodnica wody typu samochodowego, osłonięta kratą z pionowych prętów. Oryginalnie w lewej klapie był wykrój na wylot spalin z tłumika. Modyfikowane lokomotywy otrzymywały inne silniki, także chłodzone powietrzem, z tłumikami zewnętrznymi w różnych konfiguracjach.
Silnik napędza koła za pośrednictwem dwubiegowej mechanicznej skrzyni biegów. Zmiana biegów odbywa się za pomocą koła („kierownicy”) na stanowisku maszynisty. Pod maską znajduje się też filtr powietrza, zbiornik paliwa o pojemności 38 l i piasecznica, z rurami odprowadzającymi piasek na szyny pomiędzy zestawami kołowymi. Na zamówienie lokomotywa mogła otrzymać instalację elektryczną i oświetlenie z akumulatorami pod siedzeniem maszynisty, standardowo stosowano oświetlenie naftowe.